# قائمة سفراء دولة فلسطين لدى بنغلاديش
سفير دولة فلسطين لدى بنغلاديش هو ممثل دولة فلسطين الرسمي لدى بنغلاديش، يقع مقر السفارة الفلسطينية في نواكشوط. ويشغل منصب السفير حاليًا يوسف رمضان منذ عام 2018.

## قائمة السفراء
| الترتيب | رئيس البعثة الدبلوماسية              | تاريخ الاعتماد الدبلوماسي | تاريخ الانتهاء | رئيس منظمة التحرير الفلسطينية | رئيس بنغلاديش |
| --- | ------------------------------------ | ------------------------- | -------------- | ----------------------------- | --- |
| تأسس مكتب منظمة التحرير الفلسطينية في بنغلاديش في عام 1976 وحتى عام 1988 تحول إلى سفارة دولة فلسطين لدى بنغلاديش. |                                      |                           |                |                               | |
| 1 | عصام بسيسو (Q122310359)              | 1977                      | 1979           | ياسر عرفات محمود عباس         | أبو سادات محمد صائم ضياء الرحمن                                                                                     |
| 2 | أحمد عبد الرازق السلمان              | 1980                      | 1985           | محمود عباس                    | ضياء الرحمن عبد الستار إحسان الدين تشودري حسين محمد إرشاد                                                           |
| 3 | محمد شحتي زعرب                       | 1986                      | 2005           | محمود عباس                    | حسين محمد إرشاد شهاب الدين أحمد عبد الرحمن بيسواس شهاب الدين أحمد بدر الدجى تشودري جمير الدين سركار عياض الدين أحمد |
| 4 | شاهر أبو عيادة                       | 2006                      | 2015           | محمود عباس                    | عياض الدين أحمد محمد ظل الرحمن محمد عبد الحامد                                                                      |
| | يوسف رمضان (Q102177510)قائم بالأعمال | 2015                      | 2018           | محمود عباس                    | محمد عبد الحامد |
| 5 | يوسف رمضان (Q102177510)              | 2018                      | لا يزال        | محمود عباس                    | محمد عبد الحامد |